# 東突厥斯坦流亡政府大會
东突厥斯坦大会（英語：East Turkistan Conference、維吾爾語： شەرقىي تۈركىستان قۇرۇلتىيى‎ ），是東突厥斯坦流亡政府的「權力機關」，于2004年9月14日在美国国会大厦HC-6室正式宣布成立的。该大会是在东突厥斯坦民族中心内部分歧的背景下形成的，这一分歧涉及独立与自治的选择。由于分歧，世界维吾尔代表大会和东突流亡政府应运而生，前者拒绝独立主张自治，而后者则拒绝自治主张独立。东突大会则作为流亡政府的政治代表组织。

## 成立階段
在成立阶段，安瓦尔·玉素甫·图拉尼领导下的全球东突厥斯坦社区成员在美国国会大厦宣布了东突厥斯坦流亡政府的成立。阿赫马特·伊甘巴迪在东突厥斯坦流亡政府大会（第一届）被选为总统，他之前是1992年成立的东突厥斯坦国际大会的首任主席，而图拉尼则当选总理。

## 人員組成

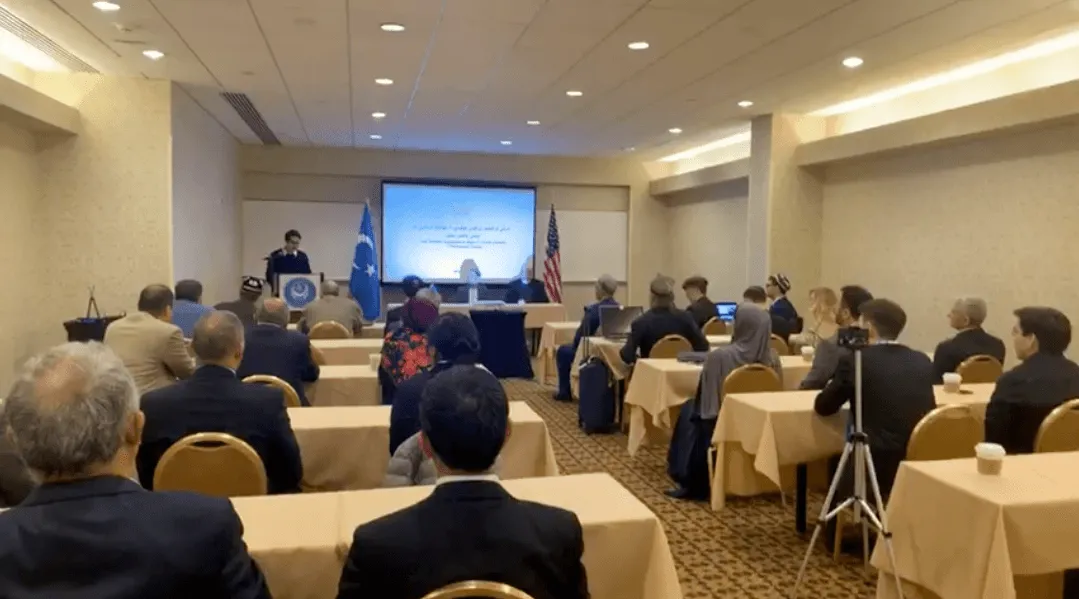
東突厥流亡政府大會第八屆

该流亡政府由国际上一些东突厥斯坦和维吾尔族团体组成，其领导人分布在多个国家，是一个具有全球性的组织结构。领导人的选举通过定期举行的大会进行，最近一次是于2019年11月11日在华盛顿特区举行的第八届大会选举后宣布的。

## 政治意義
对中亚地区政治动态的理解和关注提供了一个窗口，强调了维吾尔族在国际上争取权益的努力。

## 外部連結
- 官方網站